# 名探偵コナン 隻眼の残像
『名探偵コナン 隻眼の残像』（めいたんていコナン せきがんのフラッシュバック）は2025年4月18日に公開のアニメ映画で、『劇場版名探偵コナン』シリーズの28作目にあたる作品。
キャッチコピーは「思い出しちまったぜ…」「眠っていた記憶（じけん）が、目を覚ます―」「果たせなかった約束と、隻眼に宿った残像。氷雪吹き荒れる山岳で、白き闇の因縁（ホワイトアウトミステリー）の幕が切って落とされる―」

## 概要
前作『100万ドルの五稜星』の本公開時における本編終了後の次回作予告にて、大和敢助と諸伏高明、毛利小五郎がキーパーソンとなることが示唆される。
2024年10月7日以降、原作の青山剛昌がNintendo Switchのコンピュータゲーム『あつまれ どうぶつの森』にて、タイトルヒントが「◯◯◯゛ンの◯゛ン◯゛◯」であることと、江戸川コナン・小五郎・毛利蘭・敢助・高明・上原由衣などのキャラクターが登場することを明かした。
2024年12月4日、『週刊少年サンデー』2025年1号にて、2025年4月18日公開であることが発表された。同日にはタイトルと青山によるビジュアルも解禁され、監督が重原克也、脚本が櫻井武晴、音楽が菅野祐悟であることが公表された。ビジュアルには、コナン・小五郎・敢助・高明・由衣の5名と、長野県南佐久郡南牧村に位置する国立天文台「野辺山宇宙電波観測所」にあるパラボラアンテナのような施設が描かれた。
本作で、諸伏高明が劇場版初登場を果たした。初めて映画のメインキャラクターに据えられた敢助と由衣は、第13作『漆黒の追跡者』以来15作ぶり2度目の劇場版登場となる。警察関係者の安室透、風見裕也、黒田兵衛、目暮十三、白鳥任三郎、佐藤美和子は第26作『黒鉄の魚影』以来2年ぶり、高木渉、千葉和伸、諸伏景光は第25作『ハロウィンの花嫁』以来3年ぶりの登場となる。その他、榎本梓は第22作『ゼロの執行人』以来6作ぶりに登場した。また、2024年6月22日に安室役の古谷徹が降板したため、後任の草尾毅が担当する安室は本作が劇場版初登場となった。なお、小五郎がキーパーソンに据えられるのは第9作『水平線上の陰謀』以来19作ぶりとなる。一方回想のみ京極真も第23作『紺青の拳』以来5作ぶり登場した。
エンドロールの終盤では、ジョディ・スターリングの声優を務めた一城みゆ希（2023年10月逝去）と、テレビシリーズ放送開始より美術監督を務めた渋谷幸弘（2024年9月逝去）が追悼されている。
第24作『緋色の弾丸』以来初めて、映画公開前に総集編が制作されなかった。
前作と同様、ネタバレを避ける目的で試写会は行われず、ファンミーティングイベントが実施される。
2025年5月7日、公開から19日目にして本作の総興行収入が104億円に到達。一昨年公開の第26作『黒鉄の魚影』から3作連続で100億円を突破した。
エピローグ後の次回作予告では、トンネル内を疾走するシーンとオートバイの音を背景に、空に漂う白い羽毛が映し出され、「風の女神さま」という蘭のセリフ、「女神じゃねぇ、女海賊だよ」という横溝重悟のセリフ、そして「うるせーよ」という女性のセリフが流れた後、次回作が2026年GWに公開予定である旨が告知された。
また、5月30日以降より、次回作にまつわる予告の新規映像が追加される。新規映像では、時限爆弾のカウントダウンシーンで、千速の原作シーンが浮かび上がった後、「名探偵コナン」のロゴと散らばる白い羽毛が登場し、白い羽毛が火で黒く焼ける。そして、「あの日、お前は何を伝えたかったんだ…」という千速のセリフが流れた。

## ストーリー
10か月前の八ヶ岳連峰未宝岳にて、長野県警の大和敢助は8年前の銃砲店強盗傷害事件の被疑者で仮釈放中に行方を眩ませた御厨貞邦を追跡中、御厨とは別の何者かの姿を目撃する。敢助はその人物にライフルで発砲され左目を負傷し、その直後に雪崩に巻き込まれてしまう。敢助は奇跡的に助かったものの、山中での記憶を失くしてしまっていた。
それから10か月後の現在。長野県の国立天文台野辺山で、施設に侵入した何者かに職員の円井まどかが襲われる事件が発生する。敢助は同僚の上原由衣と共に現場に赴くが、天文台のパラボラアンテナを目にした途端、左目の傷が疼き苦しみ始める。
その頃、小五郎のもとに刑事時代の同僚だった鮫谷浩二から連絡が入る。10か月前の八ヶ岳連峰未宝岳雪崩事故とそれに巻き込まれた大和敢助について問われた小五郎は鮫谷と会う約束を取り付けるが、コナン、蘭と共に訪れた待ち合わせ場所で鮫谷の射殺現場に居合わせてしまう。盟友の突然の死に慟哭を隠せない小五郎は事件の解明を決意し、佐藤・高木両刑事と共に長野へと向かう。
鮫谷が死の直前に現在服役中の御厨と面会していたことが判明し、小五郎たちは合流した長野県警の敢助、由衣、諸伏高明、山梨県警の林篤信と共に御厨との面会に臨む。御厨と鷲頭隆が起こした8年前の強盗傷害事件は死者こそ出なかったものの、銃砲店を営む舟久保英三の娘、真希が犯人と鉢合わせ怪我を負っていた。バイアスロンの強化選手だった真希は怪我が元で強化選手から外され、最後には自ら命を絶ったという。先に逮捕された鷲頭は司法取引により御厨の居場所の情報を提供した事で服役を免れており、英三はそんな鷲頭に怒りを抱え続け、御厨もまた自分を売った鷲頭へ恨みを募らせていた。
一方、小五郎に同行を拒否されたコナンと蘭は、密かに小五郎を追って長野に向かい阿笠博士や少年探偵団と合流する。彼らは阿笠の後輩で国立天文台野辺山に勤務する越智豊に招待され、天文台の見学を行っていた。小五郎に付けた盗聴器から刑事たちの動向を察知していたコナンは一芝居打って山梨刑務所に立ち寄り、小五郎たちと合流する。コナンは同行していた林を警察の様々な部署に潜む「隠れ公安」であると見抜き、東京にいる安室透（公安警察捜査官・降谷零）と、捜査で長野に来ている公安警察の風見裕也との情報共有を開始する。また、鮫谷殺害事件の東京捜査本部付担当検事である長谷部陸夫が、独断で長野に向かい、捜査中の一行に合流する。
その夜、現場検証に訪れた山中で敢助と由衣が何者かにライフルと思われる銃で銃撃される。銃撃犯はさらに駆けつけた光彦と元太を襲うも、蘭の反撃に遭い、光彦・元太の機転もあり逃亡する。敢助と由衣は大友隆が営む炭焼き小屋「ブッパ」に避難し一命を取り留めた。犯人は未宝岳での雪崩事故に関係して敢助や鮫谷を銃撃したと推測され、警察と長谷部らが一夜にわたる山中の捜索を行うも、犯人を発見することは出来なかった。
翌日、下山途中に敢助がまたしても何者かからの銃撃を受ける。銃撃戦の末、高明が敢助を庇って足を撃たれ、崖から転落。凍結した川に落ちて溺れてしまい、薄れゆく意識の中、弟・景光が高明を助けに現れる。しかし、高明はこれを現実でないと見抜き、最後の力を振り絞って拳銃を撃って自身の居場所を示し、コナンらにより無事救助された。
コナンと警察官たちは大友の山小屋に避難するが、犯人は大友が所持する人工雪崩発生用の音響装置を利用して雪崩を起こし、再度敢助らの命を奪おうとする。コナン達はガスボンベを拳銃で撃って対となる音響装置を起動させ、人工雪崩を起こすことで犯人が起こした雪崩を食い止めようとし、2回の失敗の末、最後の発砲で装置の起動には成功するも間に合わず、小屋や窯に逃げ込んで一命を取り留めたが、敢助が雪崩に飲まれ、その死亡が麓の病院で報告される。
夕暮れ時、コナンは安室から、現在国会で審議中の刑事訴訟法の改正にあたり、隠れ公安である鮫谷に雪崩事故を調べさせていたことと、同法改正を巡って日本政府に脅迫が来ているために審議が止まっていることを知らされる。それらの情報を元に推理を進めたコナンは、その内容をメールにして工藤新一の名前で小五郎たちに送信した。
夜になり、コナン達と英三、大友は天文台の屋外に集まる。大友の正体は強盗事件の犯人の1人の鷲頭隆であり、養子縁組で名前を変えて生活していた。英三は激昂して大友に詰め寄ったものの、最終的には大友を許そうとする葛藤を見せた。
コナンや刑事達は天文台内部に移動し、そこで林が一連の銃撃事件の犯人であるという推理を披露する。さらに、敢助の死亡は「周りの人間に危害が及ばないように」との考えによる偽装工作であったことが判明し、記憶を取り戻した敢助は一同に合流して林を追い詰める。林は真希の恋人であり、真希を自殺に追いやった御厨や鷲頭を恨んでいた。鷲頭の量刑を軽くした司法取引を強化することになる改正法案を許すことができず、その可決を阻止すべく、天文台の移動観測車のパラボラアンテナを使い衛星通信情報を傍受し、得た情報で政府を脅迫していた。また、警察が押収したライフル弾を打つことができる拳銃を不正に入手し、未宝岳雪崩事故現場で自分を目撃した敢助や、一連の真相に迫ろうとしていた鮫谷の命を狙ったのであった。真相が解明される中で、検事らしからぬ振る舞いを見せ身分を問われた長谷部は、自分が実はこの件を調査している内閣情報調査室・内閣衛星情報センターの監査官であると明かす。
林は移動観測車、次いでレール軌道上の移動アンテナ台を使っての逃亡を試みる。一行は林を追うが、由衣が林の乗るアンテナ台に乗り込んでしまったため銃撃ができなくなる。アンテナ台を追う敢助は由衣の救助に成功する。コナンは越智の協力を得て天文台のレーザー投影装置を操作する灰原と連携し、さらに高明・蘭の助言とアシストにより林の視界を奪う。風見は銃撃でアンテナ台を停止させようとするが失敗。見かねた小五郎が風見の拳銃を奪って動力部を的確に狙撃し、一同はついにアンテナ台を止めることに成功した。人工雪崩起動に成功したときの最後の発砲も、実は敢助の拳銃を奪った小五郎によるものであった。
後日、逮捕・拘束された林の元に降谷が現れ、公安警察の関与を裁判で証言しないことと引き換えに求刑を無期懲役とする司法取引を持ちかける。真希や英三に向けられる世間の目を盾に取引を半ば強要する降谷・公安警察のやり方を林は非難する。一方、長野県警の3人の会話の中で、敢助の死亡は偽装工作であると由衣にあらかじめ知らされていたことが判明する。高明は由衣を悲しませないようにと配慮するコナンのやり方が、彼ら警察とも、公安警察とも違うやり方であると語った。

## 登場人物

### レギュラーキャラクター

#### メインキャラクター
本作の物語の中心となる登場人物。青山による本作のビジュアルには以下の5名が描かれている。
江戸川 コナン（えどがわ コナン）
声 - 高山みなみ
本作の主人公。本来の姿は「東の高校生探偵」として名を馳せている工藤新一であるが、黒ずくめの組織に飲まされた毒薬・APTX4869の副作用で子供の姿になっている。
毛利 小五郎（もうり こごろう）
声 - 小山力也
本作のキーパーソン。蘭の父親で「眠りの小五郎」の異名で有名な私立探偵。コナンの保護者。元警視庁捜査一課強行犯係の刑事。
普段はコナンが麻酔銃で眠らせて変声器で彼の推理のように見せることが多いが、自力で事件の謎を解くこともある。
本作では警察官時代の同僚である鮫谷が殺害されたことを受け、長野県へ捜査に向かう警視庁の刑事らに同行を願い出る。
警察学校時代から射撃の腕前はトップクラスであり、これまでは警察を辞任後、銃を使うことはほとんどなかったが、本作で腕前を遺憾なく発揮し、犯人逮捕に大きく貢献した。
大和 敢助（やまと かんすけ）
声 - 高田裕司
本作のキーパーソン。長野県警の警部。コナンに引けを取らぬ推理力の持ち主で、「眠りの小五郎」の正体がコナンだと見抜いている。
かつて事件の捜査中に八ヶ岳連峰未宝岳で雪崩に巻き込まれ行方不明になっていた。また、この際に何者かが放ったライフル弾が敢助の左眼を掠めたため隻眼となっており、この「八ヶ岳連峰未宝岳雪崩事故」が本作の事件の鍵となる。
諸伏 高明（もろふし たかあき）
声 - 速水奨
本作のキーパーソン。敢助と同じく長野県警の警部で、彼とは幼馴染でライバル関係。敢助同様、コナンに引けを取らぬ推理力の持ち主。
警視庁公安部所属の諸伏景光の実兄で、彼を介して安室とは縁がある。敢助が行方不明になっていた際は、彼が死んだと思い上司の命令を無視して強引な捜査で彼が追っていた被疑者を確保した。敢助が雪崩に遭ったことを聞き出すと病院で彼を発見したが、その責任を負って原作初登場時は所轄に左遷させられていた。
上原 由衣（うえはら ゆい）
声 - 小清水亜美
本作のヒロインにしてキーパーソン。長野県警の刑事。敢助と高明とは幼馴染。敢助のことを昔から「敢ちゃん」と呼んでおり、互いに意識し合う仲。
かつて敢助が雪崩に巻き込まれ、行方不明になっていたことから、彼が死んだと思い込んで結婚し、原作初登場時は嫁ぎ先の「虎田（とらだ）」姓を名乗っていた。夫が事件で殺害されて未亡人となり、敢助の勧めで旧姓の「上原」を名乗って刑事に復帰した。

#### その他のレギュラーキャラクター
毛利 蘭（もうり らん）
声 - 山崎和佳奈
原作・テレビアニメ本編のヒロイン。新一の幼馴染かつ彼女。関東大会で優勝するほどの空手の達人。
本作では、犯人に襲われていた元太と光彦を空手で助けた。
工藤 新一（くどう しんいち）
声 - 山口勝平
コナンの本来の姿である高校生探偵。
本作ではオープニングにのみ登場。本作では事件を小五郎に解かせるため、コナンが新一の名前を使い自身の推理を小五郎らにメールで伝えた。
灰原 哀（はいばら あい）
声 - 林原めぐみ
黒ずくめの組織の元一員かつAPTX4869の開発者。当時のコードネームはシェリーで、本名は宮野 志保。コナンの正体を新一と知る数少ない人物の1人。
原作・テレビアニメでは「危険な2人連れ」で敢助と由衣に、「屍人の御燈の正体」で高明に会っている。
FBI捜査官ジョディ・スターリングに証人保護プログラムの適用を打診されるも断った過去があり、本作では審議中の刑事訴訟法改正により日本における証人保護プログラムが整備されることから、当時のことを回想している。
野辺山では科学者としての知識・経験を活かして天文台に備えられたレーザー投影装置を完璧に操作し、越智を驚かせた。終盤の犯人追跡でもこの操作技術を発揮し、犯人確保に一役買う。
阿笠 博士（あがさ ひろし）
声 - 緒方賢一
新一の家の近所に住む発明家。コナンの正体を新一と知る数少ない人物の1人で、コナンが持つ蝶ネクタイ型変声機や腕時計型麻酔銃などのガジェットの開発者。
原作では「危険な2人連れ」で敢助と由衣に、「屍人の御燈の正体」で高明に会っている。
本作では後輩・越智の誘いを受けて野辺山天文台を訪れ、少年探偵団を引率する。
吉田 歩美（よしだ あゆみ）、小嶋 元太（こじま げんた）、円谷 光彦（つぶらや みつひこ）
声 - 岩居由希子（歩美）、高木渉（元太）、大谷育江（光彦）
少年探偵団の3人。
原作では、「屍人の御燈の正体」で敢助・由衣・高明に会っている。
野辺山天文台見学のため長野を訪れる。元太と光彦は犯人を追跡し襲われるが、咄嗟に芝居を打って犯人の撃退に成功する。また、元太が噛みちぎった犯人の手袋の繊維は、犯人を追い詰める物的証拠となった。
安室 透（あむろ とおる）
声 - 草尾毅
警察庁警備局警備企画課（ゼロ）の公安警察捜査官。本名は降谷 零（ふるや れい）。「バーボン」のコードネームで黒ずくめの組織に潜入している。普段は私立探偵の安室 透（あむろ とおる）として、毛利探偵事務所の下の「喫茶ポアロ」でアルバイトをしている。警視庁公安部所属の景光とは警察学校の同期で、共に黒ずくめの組織へ潜入捜査を行っており、彼を介して高明とは縁がある。
本作ではコナンの要請を受け、電話や風見を通じて東京からコナンを支援する。
風見 裕也（かざみ ゆうや）
声 - 飛田展男
警視庁公安部所属の公安警察捜査官で、階級は警部補。降谷（安室）の協力者。
林に指示してコナンにこっそり盗聴器を仕掛けるが、コナンには全て見抜かれ、逆にこき使われまくり、公安との情報共有や護身役に使われる。
諸伏 景光（もろふし ひろみつ）
声 - 緑川光
元警視庁公安部所属の捜査官で、高明の実弟。故人。
同期の降谷と共に黒の組織に潜入していたが、正体が露見したため、情報を奪われないよう自身の携帯ごと銃で心臓を撃ち抜き自殺している。
黒田 兵衛（くろだ ひょうえ）
声 - 岸野幸正
警視庁刑事部捜査一課の管理官で、階級は警視。目暮警部や佐藤刑事たちの上司。
警察庁から出向中で、原作初登場時は長野県警の捜査一課長であったため、敢助・高明・由衣とは面識があり、高明とは自身が警視庁へ異動した後も連絡を取っているほか、降谷とも内密に連絡を取っている。
鮫谷殺害事件東京捜査本部の会議に出席し、長谷部の長野行きを容認する。
目暮 十三（めぐれ じゅうぞう）
声 - 茶風林
警視庁刑事部捜査一課強行犯捜査三係の警部。
白鳥 任三郎（しらとり にんざぶろう）
声 - 井上和彦
警視庁捜査一課の刑事で、階級は警部。コナン達の担任教師である小林澄子と交際中。
佐藤 美和子（さとう みわこ）
声 - 湯屋敦子
警視庁捜査一課の刑事で警部補。格闘技に長けていて洞察力も鋭く、射撃の腕も一流。同じ捜査一課の高木刑事と交際中。
劇場版第13作『漆黒の追跡者』で敢助と由衣に会っている。
鮫谷殺害事件の捜査のため、高木と共に長野へ赴く。
高木 渉（たかぎ わたる）
声 - 高木渉
警視庁捜査一課の刑事で巡査部長。同じ捜査一課の佐藤刑事と交際中。
劇場版第13作『漆黒の追跡者』で敢助と由衣に会っている。本作では、佐藤と共に長野県へ捜査に赴く。
千葉 和伸（ちば かずのぶ）
声 - 千葉一伸
警視庁捜査一課の刑事で巡査部長。
鈴木 園子（すずき そのこ）
声 - 松井菜桜子
蘭の同級生で親友。鈴木財閥の令嬢で、新一の幼馴染でもある。
蘭とコナンから、長野行きのためにキャンセルしたサッカーの試合のチケットを譲渡された場面のみの登場で事件には一切関わっていない。
京極 真（きょうごく まこと）
声 - 檜山修之
園子の彼氏。「蹴撃の貴公子」の異名を持つ杯戸高校空手部主将で、現在は武者修行として世界中を旅している。
園子の妄想シーンで登場。
榎本 梓（えのもと あずさ）
声 - 榎本充希子
毛利探偵事務所の下の階の喫茶店ポアロの店員。私立探偵（表向き）の安室とは「ポアロ」の同僚。
ジョディ・スターリング（Jodie Starling）
声 - なし
FBI捜査官。本作では灰原の回想シーンにのみ登場しており、台詞はない。
エンドロールでは、2023年に死去した担当声優の一城みゆ希への追悼が行われた。
沖野 ヨーコ（おきの ヨーコ）
声 - なし
小五郎と風見がファンであるアイドル。
本作では、小五郎が視聴していたテレビ番組と、風見の携帯の待ち受けに姿を見せている。
甲斐 玄人（かい くろと）
声 - なし
長野県警の巡査。敢助や由衣をはじめ、誰からも慕われる警察官だったが、6年前に虎田家の人間に殺害された。
「鉄砲店強盗傷害事件」の発生後、犯人である御厨貞邦と鷲頭隆を逮捕した。

### オリジナルキャラクター

#### 警察関係者
鮫谷 浩二（さめたに こうじ）
声 - 平田広明
警視庁刑事部刑事総務課の改革準備室に所属する警部。優秀な警察官であり、以前は捜査一課に所属していた。小五郎の刑事時代の元同僚で、小五郎からは「ワニ」のあだ名で呼ばれており、これは鮫谷の故郷の方言で鮫のことを「ワニ」と言うことに由来する。
敢助が巻き込まれた「八ヶ岳連峰未宝岳雪崩事故」を調査しており、小五郎に電話をかけた2日後に日比谷公園で雪崩事故についての話を聞くことになるが、そこで何者かに心臓を狙撃され殺害された。
後に捜査で身分を隠して改革準備室に派遣された「隠れ公安」であったことが判明した。
林 篤信（はやし あつのぶ）
声 - 羽多野渉
山梨県警総務課の警部補。
敢助が雪崩事故に遭って病院に搬送された際、彼の世話係を担当していた。敢助からは「やっさん」のあだ名で呼ばれている。小五郎や高木刑事たちの捜査に同行する。実は「隠れ公安」でもあり、風見の指示でコナンに盗聴器を仕掛ける。
自殺した舟久保真希の恋人であり、彼女を死に追いやった御厨と鷲頭を恨んでいた。さらに、鷲頭の刑の減軽に寄与した司法取引に関する法整備を阻止するため、一連の事件を起こした。
なお、演じる羽多野渉は、舞台となる長野県出身である。
長谷部 陸夫（はせべ りくお）
声 - 関智一
東京地検の検察官で、鮫谷殺害事件の捜査本部付き担当検事。黒田管理官に対し強硬な態度を取り、自らの一存で捜査のため長野県へ向かう。
正体は内閣情報調査室の人間。林が野辺山の国立天文台から衛星通信を傍受し、そこで得た日米の軍事情報などで日本政府を脅したため、一連の事件を調査するべく身分を偽り捜査本部に潜入していた。強硬な態度も演技であり、素は善良で紳士的な人物だと思われ、自身の正体を告白した後にはこれまでの少々鼻に付くような言動を改めており、犯人が銃を乱射した際にはコナンを庇っている。
須賀（すが）
声 - 石川ひろあき
警視庁の警部。鮫谷と共に警視庁刑事総務課の改革準備室に所属している。

#### 国立天文台野辺山
円井 まどか（つぶらい まどか）
声 - 山下美月
国立天文台野辺山に所属する施設研究員。25歳。
冒頭で天文台に侵入した何者かに襲われるが、悲鳴を聞いて駆け付けた越智によって助けられる。犯人の顔は見ていない。以降の出番はエピローグ以外なく、コナンたちと会話している描写もない。
越智 豊（おち ゆたか）
声 - 松本保典
国立天文台の教授。阿笠博士の大学時代の後輩で、国立天文台に少年探偵団と阿笠を招待する。
何者かに襲われた円井の悲鳴を聞いて駆け付け、彼女を助ける。
終盤では真相解明の場にも立ち会い、大暴走する犯人を止めるため、コナンからの指示のもと、パラボラアンテナを動かし灰原と共にコナンが提示した作戦を実行するなど犯人逮捕に大きく貢献している。

#### 「銃砲店強盗傷害事件」関係者
御厨 貞邦（みくりや さだくに）
声 - 武内駿輔
銃砲店強盗傷害事件の2人組の犯人の1人。一度逮捕され服役したが仮釈放中に行方を眩まし、長野県の未宝岳で敢助に発見される。敢助が雪崩に巻き込まれた後に高明によって再逮捕され、現在は山梨刑務所で服役している。
出所した暁には司法取引で自身を売った鷲頭を殺害しようと画策している。
大友 隆（おおとも たかし）
声 - 山田孝之
長野の山中で炭焼き小屋を営む男性。38歳。ライフルに似た形状の特殊な信号発生装置を持っている。これを用いて小屋から見て北側と西側の山肌にそれぞれ設置した音響装置に信号を送り、人工的に小規模な雪崩を発生させることで、自然の雪崩による被害を予防することができる。
寡黙な人物ではあるが、中盤、コナン達の避難場所として小屋を提供するなど、協力的な態度を取る。体にはライフルを撃つ際にできるアザが残っている。
正体は御厨と共に舟久保銃砲店強盗傷害事件を起こした鷲頭 隆（わしず たかし）であり、司法取引で御厨を売って服役を免れたこと、真希を自殺させてしまったことを悔やんでいた。自身の山小屋には御厨にだけ伝わるあだ名である「ブッパ」の名を付け、復讐に現れる御厨の出所を待ち、真希の命日前にはザゼンソウを墓標に供えていた。
舟久保 英三（ふなくぼ えいぞう）
声 - 仲野裕
銃砲店強盗傷害事件の被害店舗である「舟久保鉄砲店」のオーナー。娘の死の原因になった強盗傷害事件の犯人達を憎んでおり、そのうち執行猶予が明けて野放しになった鷲頭隆を探し続けている。
大友の正体が鷲頭であることと、鷲頭が後悔の念から真希の命日前にその墓標にザゼンソウを供えていることを知り、大粒の涙を流した。
舟久保 真希（ふなくぼ まき）
声 - 福圓美里
英三の娘。バイアスロンの強化選手で五輪出場も狙える実力者だったが、父の銃砲店に強盗が入った際に犯人に遭遇し、足にケガを負う。そのケガによって成績が低迷し、五輪の強化選手からも外されてしまい、その失意で自ら命を絶った。生前、英三に照れながら大切な話があると打ち明けていたが、本人の口からその真意が明かされることはなかった。

## スタッフ
| 原作                             | 青山剛昌 |
| 監督・絵コンテ・演出             | 重原克也 |
| プロデューサー                   | 近藤秀峰、吉田剛志、岡田悠平 |
| 脚本                             | 櫻井武晴 |
| 音楽                             | 菅野祐悟 |
| 絵コンテ                         | 寺岡巌、金井次朗、川尻健太郎、宇根信也、小野修次、中森晃太郎                                                                                            |
| 演出                             | 川奈可奈、なかがわあつし、川尻健太郎、薦田かなえ 河原龍太（BAKKKA）                                                                                     |
| 演出補佐                         | 江副仁美、山田晃、木村佳嗣 |
| キャラクターデザイン・総作画監督 | 須藤昌朋 |
| サブキャラクターデザイン         | 吉見京子 |
| 作画監督                         | 清水義治、岩井伸之、野武洋行、寺岡巌、金井次朗、高橋成之、斉藤千恵、吉見京子、岡田洋奈、今村万理子、佐々木恵子、迫由里香                                |
| エフェクト作画監督               | 芳山優 |
| 作画監督補佐                     | 大友健一、山本道隆、長野まりえ、大高美奈、斉藤茉利、鈴木FALCO、増永麗、次橋有紀、早瀬真紀子、津吹明日香、小坂知、西川千尋、露木愛里、高橋瑞紀、高倉香恵 |
| 色彩設計                         | 西香代子 |
| 色指定・仕上検査                 | 土居真紀子、大塚奈津子、舘絵美子 |
| 仕上検査補佐                     | 月舘順子、鳥山優美、長岡柚衣、棚辺絵里加 |
| 特殊効果                         | 西香代子、越智優帆 |
| 美術監修                         | 石垣努、佐藤勝 |
| 美術監督                         | 福島孝喜、柏村明香 |
| 美術設定                         | 寺岡巌 |
| 撮影監督                         | 西山仁 |
| CG監督                           | 尾谷真弥、福田貴大 |
| 録音監督                         | 浦上靖之、浦上慶子 |
| 音響効果                         | 石野貴久 |
| 編集                             | 岡田輝満 |
| プロデューサー                   | 近藤秀峰、吉田剛志、岡田悠平 |
| アニメーション制作               | トムス・エンタテインメント |
| 製作                             | 「名探偵コナン」製作委員会 （小学館、読売テレビ、日本テレビ、小学館集英社プロダクション、東宝、トムス・エンタテインメント）                             |
| 配給                             | 東宝 |

## 音楽

### 主題歌
「TWILIGHT!!!」
作詞・作曲 - 常田大希 / 歌 - King Gnu
本作の公開日である2025年4月18日には、新宿区歌舞伎町でKing Gnuによるゲリラライブが実施され、主題歌である「TWILIGHT!!!」が初披露された。なお、ギター&ボーカルの常田大希とボーカルの井口理は舞台となる長野県出身である。

### サウンドトラック

#### 収録曲
| 全作曲: 菅野祐悟（#11は編曲）。 |                                                        |       |                        |      |
| #                               | タイトル                                               | 作詞  | 作曲・編曲             | 時間 |
| 1.                              | 「プロローグ ～Cold eyes～」                           |       | 菅野祐悟 （#11は編曲） | 0:42 |
| 2.                              | 「残像」                                               |       | 菅野祐悟 （#11は編曲） | 0:39 |
| 3.                              | 「侵入者」                                             |       | 菅野祐悟 （#11は編曲） | 1:31 |
| 4.                              | 「雷鳴轟く正義の拳」                                   |       | 菅野祐悟 （#11は編曲） | 0:20 |
| 5.                              | 「繋がる宇宙」                                         |       | 菅野祐悟 （#11は編曲） | 0:49 |
| 6.                              | 「天文台へ行こう！」                                   |       | 菅野祐悟 （#11は編曲） | 0:58 |
| 7.                              | 「テレビのアイドル」                                   |       | 菅野祐悟 （#11は編曲） | 0:24 |
| 8.                              | 「思い出話に花を咲かせて」                             |       | 菅野祐悟 （#11は編曲） | 1:11 |
| 9.                              | 「急なアポイント」                                     |       | 菅野祐悟 （#11は編曲） | 0:57 |
| 10.                             | 「銃声鳴り響く公園」                                   |       | 菅野祐悟 （#11は編曲） | 1:46 |
| 11.                             | 「名探偵コナンメインテーマ（隻眼の残像ヴァージョン）」 |       | 菅野祐悟 （#11は編曲） | 2:31 |
| 12.                             | 「無言の再会」                                         |       | 菅野祐悟 （#11は編曲） | 0:54 |
| 13.                             | 「WILL ～弔い～」                                      |       | 菅野祐悟 （#11は編曲） | 1:22 |
| 14.                             | 「ワクワクの絶景」                                     |       | 菅野祐悟 （#11は編曲） | 0:46 |
| 15.                             | 「蘭は恋の策士」                                       |       | 菅野祐悟 （#11は編曲） | 1:03 |
| 16.                             | 「8年前の事件」                                        |       | 菅野祐悟 （#11は編曲） | 2:42 |
| 17.                             | 「アベックとカップル」                                 |       | 菅野祐悟 （#11は編曲） | 0:46 |
| 18.                             | 「仕掛けられた盗聴器」                                 |       | 菅野祐悟 （#11は編曲） | 0:34 |
| 19.                             | 「雪崩事件の謎」                                       |       | 菅野祐悟 （#11は編曲） | 1:06 |
| 20.                             | 「楽しいドライブ」                                     |       | 菅野祐悟 （#11は編曲） | 0:40 |
| 21.                             | 「奪われた未来の代償」                                 |       | 菅野祐悟 （#11は編曲） | 1:20 |
| 22.                             | 「指揮」                                               |       | 菅野祐悟 （#11は編曲） | 0:41 |
| 23.                             | 「みんなで見学」                                       |       | 菅野祐悟 （#11は編曲） | 0:47 |
| 24.                             | 「星を描こう」                                         |       | 菅野祐悟 （#11は編曲） | 0:59 |
| 25.                             | 「博士のクイズ ～長野編～」                            |       | 菅野祐悟 （#11は編曲） | 0:51 |
| 26.                             | 「絡み合う思惑」                                       |       | 菅野祐悟 （#11は編曲） | 1:54 |
| 27.                             | 「利用」                                               |       | 菅野祐悟 （#11は編曲） | 0:46 |
| 28.                             | 「疼く傷口」                                           |       | 菅野祐悟 （#11は編曲） | 0:22 |
| 29.                             | 「科学者とお星さま」                                   |       | 菅野祐悟 （#11は編曲） | 1:00 |
| 30.                             | 「ちっぽけな恨み」                                     |       | 菅野祐悟 （#11は編曲） | 1:24 |
| 31.                             | 「寄り道しよう」                                       |       | 菅野祐悟 （#11は編曲） | 0:52 |
| 32.                             | 「見られたくないモノ」                                 |       | 菅野祐悟 （#11は編曲） | 1:09 |
| 33.                             | 「捜索の理由」                                         |       | 菅野祐悟 （#11は編曲） | 1:56 |
| 34.                             | 「重い車内」                                           |       | 菅野祐悟 （#11は編曲） | 0:34 |
| 35.                             | 「狩りの時間」                                         |       | 菅野祐悟 （#11は編曲） | 1:52 |
| 36.                             | 「小さき者達の勇敢なる戦い」                           |       | 菅野祐悟 （#11は編曲） | 1:12 |
| 37.                             | 「緊急信号」                                           |       | 菅野祐悟 （#11は編曲） | 0:37 |
| 38.                             | 「雪崩の話」                                           |       | 菅野祐悟 （#11は編曲） | 0:31 |
| 39.                             | 「捜索行進曲」                                         |       | 菅野祐悟 （#11は編曲） | 0:35 |
| 40.                             | 「貴重な手掛かり」                                     |       | 菅野祐悟 （#11は編曲） | 0:29 |
| 41.                             | 「不可解なアザ」                                       |       | 菅野祐悟 （#11は編曲） | 1:46 |
| 42.                             | 「雪の中に咲く花」                                     |       | 菅野祐悟 （#11は編曲） | 1:41 |
| 43.                             | 「緊迫した攻防」                                       |       | 菅野祐悟 （#11は編曲） | 1:57 |
| 44.                             | 「音信不通」                                           |       | 菅野祐悟 （#11は編曲） | 1:22 |
| 45.                             | 「夢と現実の狭間」                                     |       | 菅野祐悟 （#11は編曲） | 1:04 |
| 46.                             | 「必死の救出」                                         |       | 菅野祐悟 （#11は編曲） | 0:44 |
| 47.                             | 「迫りくる白い脅威」                                   |       | 菅野祐悟 （#11は編曲） | 1:39 |
| 48.                             | 「緊急避難」                                           |       | 菅野祐悟 （#11は編曲） | 0:54 |
| 49.                             | 「雪に埋もれた運命」                                   |       | 菅野祐悟 （#11は編曲） | 0:48 |
| 50.                             | 「最悪な知らせ」                                       |       | 菅野祐悟 （#11は編曲） | 0:34 |
| 51.                             | 「犯行の動機」                                         |       | 菅野祐悟 （#11は編曲） | 1:02 |
| 52.                             | 「潜伏 ～それぞれの8年間～」                           |       | 菅野祐悟 （#11は編曲） | 4:10 |
| 53.                             | 「積み上げた矛盾と証拠」                               |       | 菅野祐悟 （#11は編曲） | 3:42 |
| 54.                             | 「蘇る記憶 ～この目が見たのは…～」                     |       | 菅野祐悟 （#11は編曲） | 2:05 |
| 55.                             | 「明かされた正体」                                     |       | 菅野祐悟 （#11は編曲） | 1:07 |
| 56.                             | 「卑劣な犯行」                                         |       | 菅野祐悟 （#11は編曲） | 1:27 |
| 57.                             | 「憎しみの大きさと罪の重さ」                           |       | 菅野祐悟 （#11は編曲） | 2:20 |
| 58.                             | 「カーチェイス ～執念の逃走～」                        |       | 菅野祐悟 （#11は編曲） | 1:39 |
| 59.                             | 「一進一退の攻防 ～勝利を信じて～」                    |       | 菅野祐悟 （#11は編曲） | 3:25 |
| 60.                             | 「誇り高き警察官」                                     |       | 菅野祐悟 （#11は編曲） | 1:15 |
| 61.                             | 「エピローグ ～それぞれの友情～」                      |       | 菅野祐悟 （#11は編曲） | 1:49 |
| 合計時間:                       | 合計時間:                                              | 78:02 |                        |      |

## 興行収入
公開初日で観客動員数69万人、興行収入10.5億円を突破した。これは前作対比109％を記録し、初日記録を上回る結果となった。
4月18日〜20日の公開3日間で興行収入34億3862万6700円、観客動員数231万4690人を記録し、前作と対比で約102％の記録となった。18日は動員69万7355人、興収10億5842万2300円、19日は動員83万5908人、興収12億4631万4200円、20日は動員78万1427人、興収11億3387万0200円。
5月6日、公開から19日間で観客動員数726万人、興行収入104億円を突破し、前作より3日早くシリーズ最速で興収100億円を突破したことになった。興行収入100億円突破を記念し、原作者である青山剛昌による描き下ろしイラストが公開された。
7月16日、公開から90日間で、観客動員数が1000万人、興行収入144億円を突破した。2年連続で観客動員数が1000万人を突破し、邦画初の快挙となった。
|                                           | 動員数 （万人） | 動員数 （万人） | 動員数 （万人） | 興行収入 （億円） | 興行収入 （億円） | 出典・備考                                                                                 |
| 週末                                      | 週末            | 累計            | 週末            | 累計              |                   | 出典・備考                                                                                 |
| ----------------------------------------- | --------------- | --------------- | --------------- | ----------------- | ----------------- | ------------------------------------------------------------------------------------------ |
| 1週目の週末 （2025年4月18日・19日・20日） | 1位             | 231.5           | 231.5           | 34.4              | 34.4              | [ 20 ] [ 21 ]                                                                              |
| 2週目の週末 （4月25日・26日・27日）       | 1位             | 113.6           | 431.6           | 16.7              | 63.5              | [ 28 ] [ 29 ]                                                                              |
| 3週目の週末 （5月2日・3日・4日）          | 1位             | 96.9            |                 | 14.2              | 93.3              | 5月6日（振替休日）まで累計興収104.8億円、動員726.6万人。 公開19日間で興行収入100億円突破。 |
| 4週目の週末 （5月9日・10日・11日）        | 1位             | 44.4            | 786.6           | 6.6               | 113.7             | [ 31 ] [ 32 ] [ 33 ]                                                                       |
| 5週目の週末 （5月16日・17日・18日）       | 1位             | 34.6            | 843.4           | 5.2               | 122.0             | [ 34 ] [ 35 ] [ 36 ]                                                                       |
| 6週目の週末 （5月23日・24日・25日）       | 2位             | 25.5            | 884.7           | 3.8               | 128.0             | [ 37 ] [ 38 ]                                                                              |
| 7週目の週末 （5月30日・31日・6月1日）     | 2位             | 24.2            | 921.3           | 3.5               | 133.2             | [ 39 ] [ 40 ]                                                                              |
| 8週目の週末 （6月6日・6月7日・8日）       | 4位             | 14.8            | 946.3           | 2.2               | 137.0             | [ 41 ] [ 42 ]                                                                              |
| 9週目の週末 （6月13日・14日・15日）       | 6位             |                 | 965.1           | 1.7               | 139.8             | [ 43 ] [ 44 ]                                                                              |
| 10週目の週末 （6月20日・21日・22日）      | 8位             |                 | 978.0           | 1.2               | 141.7             | [ 45 ] [ 46 ]                                                                              |
| 11週目の週末 （6月27日・28日・29日）      | 圏外            |                 | 987.1           | 0.8               | 143.0             |                                                                                            |
| 12週目の週末 （7月4日・5日・6日）         | 圏外            |                 | 993.7           |                   | 144.0             |                                                                                            |
| 13週目の週末 （7月11日・12日・13日）      | 圏外            |                 | 998.8           |                   | 144.7             |                                                                                            |
| 14週目の週末 （7月18日・19日・20日）      | 圏外            |                 | 1003.9          |                   | 145.4             | 累計動員・興収は7月21日（祝日）までのもの。 公開90日間で観客動員数1000万人を突破。         |
| 15週目の週末 （7月25日・26日・27日）      | 圏外            |                 | 1007.0          |                   | 145.9             |                                                                                            |
| 16週目の週末 （8月1日・2日・3日）         | 圏外            |                 | 1009.9          |                   | 146.3             |                                                                                            |
| 17週目の週末 （8月8日・9日・10日）        | 圏外            |                 | 1011.5          |                   | 146.5             | 累計動員・興収は8月11日（祝日）までのもの。                                                |
| 18週目の週末 （8月15日・16日・17日）      | 圏外            |                 | 1012.3          |                   | 146.6             |                                                                                            |

## プロモーション

### 情報公開
2024年12月4日、『週刊少年サンデー』2025年1号および劇場版公式Xにてティザービジュアルとタイトルが解禁された。
12月5日、特報映像とあらすじが公開された。
2025年2月26日、メインビジュアルと60秒予告映像が公開され、試写会を行わずファンミーティングを行うことが発表された。
3月4日、山田孝之と山下美月がゲスト声優として出演することが発表された。この内、山下は2022年の「ハロウィンの花嫁」にてゲスト声優を努めた白石麻衣に続いて元乃木坂46組として2人目の起用となった。
3月10日、IMAX・MX4D・4DX・ドルビーシネマでの同時上映が決定。通常版と合わせると、合計522館での上映予定となり、劇場版『コナン』シリーズ史上最大規模の公開館数となる。
3月15日、主題歌がKing Gnuの「TWILIGHT!!!」に決定したことが発表され、主題歌入りの予告映像が公開された。
4月13日、ファンミーティングで公開直前PVが公開された。
5月7日、興行収入100億円を突破したことが発表され、主題歌「TWILIGHT!!!」を使用したスペシャルムービーが公開された。同日、5月30日からシリーズ史上初となる「ScreenX」「ULTRA 4DX」での上映と、次回作にまつわる後付け映像が追加されることが発表された。
6月6日より、副音声上映として、オーディオコメンタリー上映が実施された。

### コラボ企画
- ユニバーサル・スタジオ・ジャパンとのコラボ。「ユニバーサル・クールジャパン2025」が2025年1月31日から開催され、リアル脱出ゲーム「名探偵コナン・ザ・エスケープ 〜残像の序幕（プロローグ）〜」や「名探偵コナン×ストーリー・ライド 〜標的の絶叫車両（スリルコースター）〜」、推理ライブ・レストラン「名探偵コナン・ミステリー・レストラン」などを開催[54]。
- 江崎グリコとのコラボ。「オカシな謎を解決せよ！キャンペーン」を2025年3月12日より開始[55]。
- JR東日本とのコラボ。首都圏エリアで名探偵コナンカードゲームなどのオリジナルグッズが貰えるスタンプラリーの開催や駅構内特別アナウンス、ラッピングトレインの運行などを3月下旬以降より順次実施予定[56]。また、JR東日本長野支社により信州エリアで信州列車旅キャンペーンとしてデジタルスタンプラリーやグッズ販売、フォトスポット、駅構内特別アナウンスなどを4月4日より順次実施予定[57]。
- 不二家とのコラボ。2025年4月1日から順次『コナン』のキャラクターをイメージしたスイーツなどを販売[58]。
- サンシャインシティとのコラボ。コラボイベント「名探偵コナン 慧眼の天空都市（）」が2025年4月4日から開催[59]。
- 東京スカイツリーとのコラボ。コラボイベント「煌きの青天塔（）」が2025年4月15日から7月14日まで開催予定。『名探偵コナン』とのコラボは初となる[60]。
- マクドナルドとのコラボ。2025年4月16日から順次、『コナン』のキャラクターをイメージした「チキンタツタ」を販売[61]。
- くら寿司とのコラボ。2025年4月18日から第1弾が順次開催[62]。
- モンスターストライクとのコラボ。2025年5月1日から開始。

### イベント
- 「名探偵コナンカフェ」を東京都・大阪府・愛知県・宮城県・北海道・福岡県の6都市8会場で、2025年4月4日より順次期間限定オープン予定。本作をイメージした期間限定メニューや、オリジナルグッズなどを展開予定[63]。
- Huluにて、劇場版5作品が2025年3月22日から先行配信。『名探偵コナン 時計じかけの摩天楼』『名探偵コナン 漆黒の追跡者』『名探偵コナン 純黒の悪夢』『名探偵コナン ゼロの執行人』『名探偵コナン 黒鉄の魚影』が先行配信対象[64]。
- Netflixでは、「ネフリの小五郎」プロジェクトと銘打ち、過去27作品や関連エピソードが順次配信された。さらにプロジェクトの一環として、ZeroBase渋谷に「毛利探偵事務所」が再現された[65]。
- テレビアニメ『名探偵コナン』では、本作のキーパーソンとなる長野県警組の大和敢助・上原由衣が初登場したエピソード「風林火山」を「風林火山 迷宮の鎧武者 壱（デジタルリマスター）」「風林火山 迷宮の鎧武者 弐（デジタルリマスター）」「風林火山 陰と雷光の決着（デジタルリマスター）」として3週に渡って放送。「風林火山」には登場しない諸伏高明も「Next Conan's HINT」に登場した。さらに、この放送に合わせて原作者の青山剛昌が完全監修の『長野県警組のナイショ話 上原由衣編』『長野県警組のナイショ話 大和敢助編』『長野県警組のナイショ話 諸伏高明編』『長野県警組のナイショ話 毛利小五郎編』がYouTubeのテレビアニメ『名探偵コナン』公式チャンネルにて公開された[66]。
- 本作の公開に合わせて、『金曜ロードショー』では2025年4月4日に『14番目の標的』が、2025年4月11日に『水平線上の陰謀』が、2025年4月18日に前作の『100万ドルの五稜星』（初放送・本編ノーカット）が放送された[67]。

## 影響
本作の舞台となった野辺山宇宙電波観測所では、近年、国からの補助金削減などによる財政難や、施設の老朽化に悩まされており、閉鎖危機に晒されていた。そんな中、本作の公開により、観測所は、ファンの"聖地巡礼"により賑わいを見せ、来場者は、同時期における前年比3・5倍、平日だけでは10倍に増加したほか、基金への申込も相次ぎ、コナン効果による復活の兆しを見せた。